# Solanezumab
Le solanezumab (DCI proposée, LY2062430 ) est un anticorps monoclonal étudié par Eli Lilly en tant que neuroprotecteur chez les patients atteints de la maladie d'Alzheimer,. Le médicament a à l'origine attiré une large couverture médiatique, suscitant beaucoup d'espoirs dans le traitement de la maladie, mais il n'a pas été mis sur le marché, les essais de phase III n'ayant pas montré d'efficacité.

## Historique et recherche

### Essais cliniques de phase 3
Le solanezumab a été testé dans deux essais cliniques de phase 3, Expedition 1 et 2 (NCT00905372 et NCT00904683). Les deux étaient randomisés, en double aveugle et contrôlés par placebo. Les patients atteints de la maladie d'Alzheimer d'intensité légère à modérée ont reçu soit un placebo, soit 400 mg de solanezumab en perfusion toutes les quatre semaines pendant 18 mois.
Un total de 1 012 patients a participé à Expedition 1, Expedition 2 a recruté 1 040 autres patients. Les deux études n'ont pas été en mesure de montrer une différence dans la cognition et la mémoire entre le groupe traité et le groupe placebo. Cependant, une analyse en sous-groupe des seuls patients atteints de la maladie d'Alzheimer légère a montré une aggravation moindre de la cognition chez les patients recevant du solanezumab par rapport au placebo, ce qui signifie que la progression de la maladie a été ralentie. Il n'y avait aucun effet sur la progression de la maladie chez les patients présentant des symptômes modérés.
Puisque les deux premiers essais Expedition montraient un effet positif chez les patients atteints de la maladie d'Alzheimer légère, Lilly a lancé un autre essai de phase 3, Expedition 3 (NCT01900665). L'étude sur le traitement anti-amyloïde dans la maladie d'Alzheimer asymptomatique (A4)  visait à évaluer si le solanezumab pouvait ralentir le déclin cognitif chez les personnes âgées sans déficience cognitive présentant des taux élevés d'amyloïde β,. Les patients atteints de la maladie d'Alzheimer légère ont reçu 400 mg de solanezumab toutes les 4 semaines pendant 80 semaines, les patients pouvant continuer le traitement pendant 208 semaines au total, s'ils le souhaitaient. Cet essai n'a pas montré de résultats positifs. Les essais sont reconnus comme un échec en 2020.

## Propriétés pharmacologiques

### Mécanisme d'action
L'action de cet anticorps monoclonal est basé sur l'hypothèse amyloïde. Le solanezumab se lie aux peptides amyloïdes-β qui s'agrègent et forment des plaques dans le cerveau qui sont une caractéristique pathologique précoce de la maladie d'Alzheimer. Le solanezumab se lie à l'épitope central de l' amyloïde-β monomère, KLVFFAED, (PDB ID 4XXD) avec une affinité picomolaire.
Le solanezumab a été conçu comme un « puits de bêta-amyloïde » qui « facilite le flux de bêta-amyloïde d'un compartiment central vers un compartiment périphérique ». Cela augmente l'élimination périphérique de la bêta-amyloïde et de l'anticorps. Les plaques bêta-amyloïdes sont principalement constituées de bêta-amyloïde 42. Le solanezumab se lie à la bêta-amyloïde libre, ce qui provoque la solubilisation de la bêta-amyloïde 42 pour rétablir l'équilibre dans le liquide céphalo-rachidien.